# Moto E (thế hệ thứ nhất)
Moto E là điện thoại thông minh chạy hệ điều hành Android do Motorola Mobility phát triển và sản xuất, được phát hành theo sự trỗi dậy thành công của Moto G. Nó là thiết bị tầm trung nhằm cạnh tranh với dòng Điện thoại phổ thông bằng cách cung cấp độ bền cao và chi phí thấp cho những người sở hữu điện thoại thông minh lần đầu tiên hay người tiêu dùng tiết kiệm, và hướng đến các thị trường mới nổi.
Thiết bị được giới thiệu vào ngày 13 tháng 5 năm 2014, và có mặt trên gian hàng trực tuyến ở Ấn Độ và Hoa Kỳ cùng ngày. Ở Ấn Độ, việc phát hành Moto E với nhu cầu cao tương tự như Moto G, đã khiến trang web của Flipkart—nhà tiếp thị bán lẻ trực tuyến của thiết bị này ở đất nước—gặp trục trặc.
Moto E được kế nhiệm bởi Moto E (thế hệ thứ hai) vào tháng 2 năm 2015.